# اخبارنامه
اخبارنامه کتابی از میرزا احمد فرزند میرزا خداوردی مشاور و دستیار میر مصطفی خان تالشی و میر حسن خان آخرین خان‌های خانات تالش است. این کتاب به زبان فارسی نوشته شده است و رویدادهای دوران خان‌های تالش را پیش و پس از جدایی از خاک ایران در پیمان‌های گلستان و ترکمانچای روایت می‌کند. نوشتن این کتاب در سال ۱۸۸۲-۱۸۸۳ میلادی به پایان رسیده است. بیش‌تر نوشته‌های کتاب درباره رخدادها و کشمکش‌های میان خان‌های تالش و امپراتوری روسیه و ایران قاجاری است. در این کتاب بیش‌تر از رویدادهای رخ داده در شهرهای آستارا و لنکران که در آن دوره مراکز اصلی خانات تالش بودند صحبت شده و به نام بسیاری از آبادی‌ها و شهرک‌های این نواحی و دیگر نقاط خانات گیلان و تالش اشاره شده است.